# فمینیسم کارگری
فمینیسم کارگری (انگلیسی: Labor feminism) یک جنبش زنان در ایالات متحده بود که در دهه ۱۹۲۰ ظهور کرد و بر کسب حقوق در محل کار و اتحادیه‌ها متمرکز بود. فمینیست‌های کارگری از قوانین حمایت‌گرایانه و مزایای ویژه برای زنان، که گونه‌ای از فمینیسم اجتماعی است، حمایت کردند. آن‌ها به تصویب قوانین ایالتی برای تنظیم شرایط کار برای زنان، گسترش مشارکت زنان در اتحادیه‌ها و سازماندهی برای مخالفت با متمم حقوق برابر کمک کردند.
این اصطلاح توسط دوروتی سو کابل در کتاب جنبش زنان دیگر (۲۰۰۵) ابداع شد.
حزب ملی زنان پس از کسب حق رأی، متمم حقوق برابر را پیشنهاد کرد. این متمم به‌شدت مورد مخالفت سوسیال فمینیست‌ها قرار گرفت که آن را تضعیف بسیاری از دستاوردهایی می‌دانستند که در برخورد با کارگران زن به‌دست آورده بودند. این اتهام توسط فمینیست‌های کارگری، که جانشینان سوسیال فمینیست‌های عصر ترقی‌خواهی بودند، رهبری می‌شد. فمینیست‌های کارگری نمی‌خواستند به همه تمایزات بر اساس جنسیت پایان دهند، فقط به تمایزاتی که به زنان آسیب می‌رساند متمرکز بودند. برای مثال، آن‌ها احساس می‌کردند که قوانین دولتی که کف دستمزد و سقف ساعت را وضع می‌کند به نفع زنان است. بنابراین، آن‌ها به حمایت از قوانین حمایتی و مزایای ویژه برای زنان ادامه دادند. علاوه بر قوانین دستمزد ایالتی، آن‌ها به‌نبال افزایش مدت مرخصی زایمان، مراقبت سلامت در هنگام زایمان، و مستمری از کارافتادگی و حقوق بیکاری برای مادران بودند. نظر آن‌ها این بود که زنان نیازهای متفاوتی نسبت به مردان دارند و نباید برای انجام وظیفه مادری مجازات شوند. تضاد بین سوسیال فمینیست‌ها و فمینیست‌های حقوق برابر به‌دلیل هویت‌های متفاوت آن‌ها تشدید شد. سوسیال فمینیست‌ها تمایل داشتند که زنان طبقه کارگر از نژادهای مختلف باشند، درحالی‌که فمینیست‌های حقوق برابر بیشتر زنان سفیدپوست طبقه متوسط رو به بالا بودند. تجارب متفاوت آن‌ها که معتقد بودند قانون باید کار کند تأثیر گذاشت.